# Istanbul Park
Istanbul Park é um circuito próximo à cidade de Istambul, na Turquia. Tem uma boa estrutura no geral, com todas as arquibancadas cobertas. É conhecido por suas curvas de alta velocidade seguido por grandes retas, possui um traçado com 5.338 km de extensão e 14 curvas.

## História

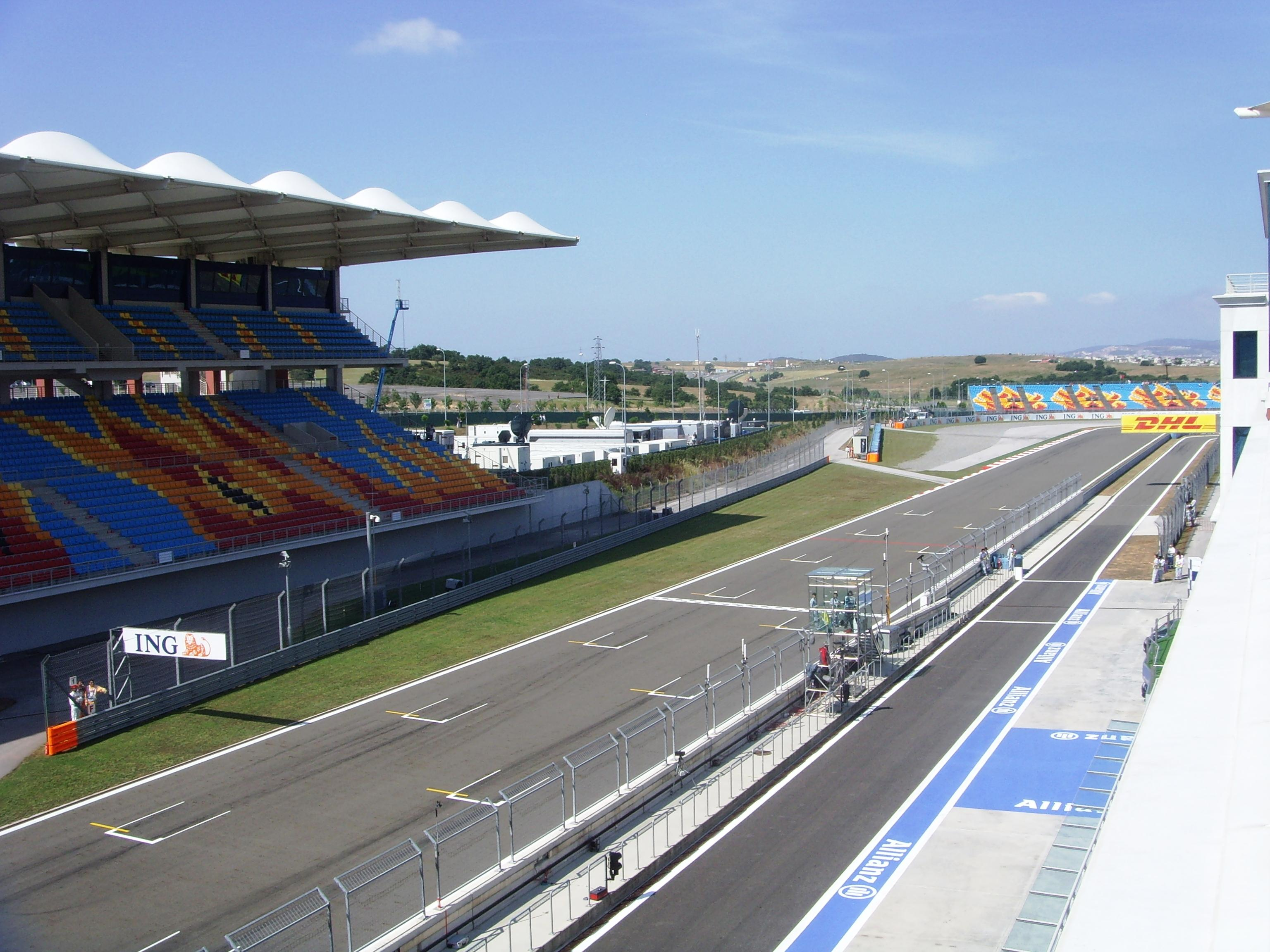
Reta principal do circuito.

Foi inaugurado em 2005. Sediou de 2005 até 2011 e, posteriormente em 2020, o Grande Prêmio da Turquia de Fórmula 1, mas saiu do calendário do evento, assim como a Moto GP, que sediou de 2005 até 2007.
Também recebeu a WTCC em 2005 e 2006, a DTM em 2005 e o Campeonato Mundial de Superbike em 2013.
Recebeu a 14ª corrida de Fórmula 1 na temporada de 2020, retornando ao calendário após 9 anos de ausência.

## Vencedores do Grande Prêmio da Turquia de Fórmula 1
| Ano                      | Piloto           | Equipe           | Detalhes |
| ------------------------ | ---------------- | ---------------- | -------- |
| 2005                     | Kimi Räikkönen   | McLaren-Mercedes | Detalhes |
| 2006                     | Felipe Massa     | Ferrari          | Detalhes |
| 2007                     | Felipe Massa     | Ferrari          | Detalhes |
| 2008                     | Felipe Massa     | Ferrari          | Detalhes |
| 2009                     | Jenson Button    | Brawn-Mercedes   | Detalhes |
| 2010                     | Lewis Hamilton   | McLaren-Mercedes | Detalhes |
| 2011                     | Sebastian Vettel | Red Bull-Renault | Detalhes |
| Não houve de 2012 a 2019 |                  |                  |          |
| 2020                     | Lewis Hamilton   | Mercedes         | Detalhes |
| 2021                     | Valtteri Bottas  | Mercedes         | Detalhes |

## Vencedores do Grande Prêmio da Turquia de MotoGP
| Ano  | 125 cc         | 250 cc           | MotoGP         | Resumo   |
| ---- | -------------- | ---------------- | -------------- | -------- |
| 2007 | Simone Corsi   | Andrea Dovizioso | Casey Stoner   | Detalhes |
| 2006 | Héctor Faubel  | Hiroshi Aoyama   | Marco Melandri | Detalhes |
| 2005 | Mike Di Meglio | Casey Stoner     | Marco Melandri | Detalhes |